# Arsenalotto
Il termine arsenalotto indica l'operaio di un arsenale, cioè di un cantiere e base navale militare. Il termine è passato direttamente all'italiano dal veneziano, dove indicava gli operai e soldati dell'Arsenale di Venezia.

## Arsenalotti nella Repubblica di Venezia
Nella Serenissima Repubblica gli arsenalotti erano una corporazione di militari-operai impiegati nell'Arsenale di Venezia, costituito nell'XI secolo con l'accorpamento e statalizzazione delle attività di cantieristica navale.
I membri di questo corpo sociale avevano la custodia dell'Arsenale e risiedevano perlopiù nelle sue vicinanze. Erano passibili di morte o di bando perpetuo se scoperti colpevoli di furto o danneggiamento all'importante stabilimento navale e ai loro capi era proibito lasciare il territorio dello Stato senza il permesso esplicito del governo. Era d'altro canto prevista la trasmissione ai figli dell'appartenenza a questo ambito gruppo sociale. Stipendiati a vita dallo Stato e garantiti in caso di malattia, gli arsenalotti costituivano infatti il nerbo della marineria veneziana.
Fungevano da sorveglianza durante le riunioni del Maggior Consiglio, montando la guardia nella Loggetta costruita allo scopo dal Sansovino. Erano in tali occasioni armati di brandistocco e di un bastone rosso di cui si servivano per il mantenimento del servizio d'ordine. Alternativamente si armavano di alabarda. Remavano inoltre sulle imbarcazioni di Stato utilizzate nelle pubbliche cerimonie e, soprattutto, sul Bucintoro, la nave ducale. Avevano infine funzioni di vigili del fuoco.
Essi appartenevano ad una grande quantità di Scholae di mestiere, coprendo con la loro attività i diversi impieghi della fabbrica navale. I principali gruppi erano costituiti dai marangoni, cioè "carpentieri", la cui chiamata al lavoro era segnata dal suono della campana maggiore del campanile di San Marco, detta appunto Marangona, i calafati e i fabbricanti di remi.